# انفجار سكاني

خريطة للدول حسب الكثافة السكانية (انظر قائمة الدول حسب الكثافة السكانية.)

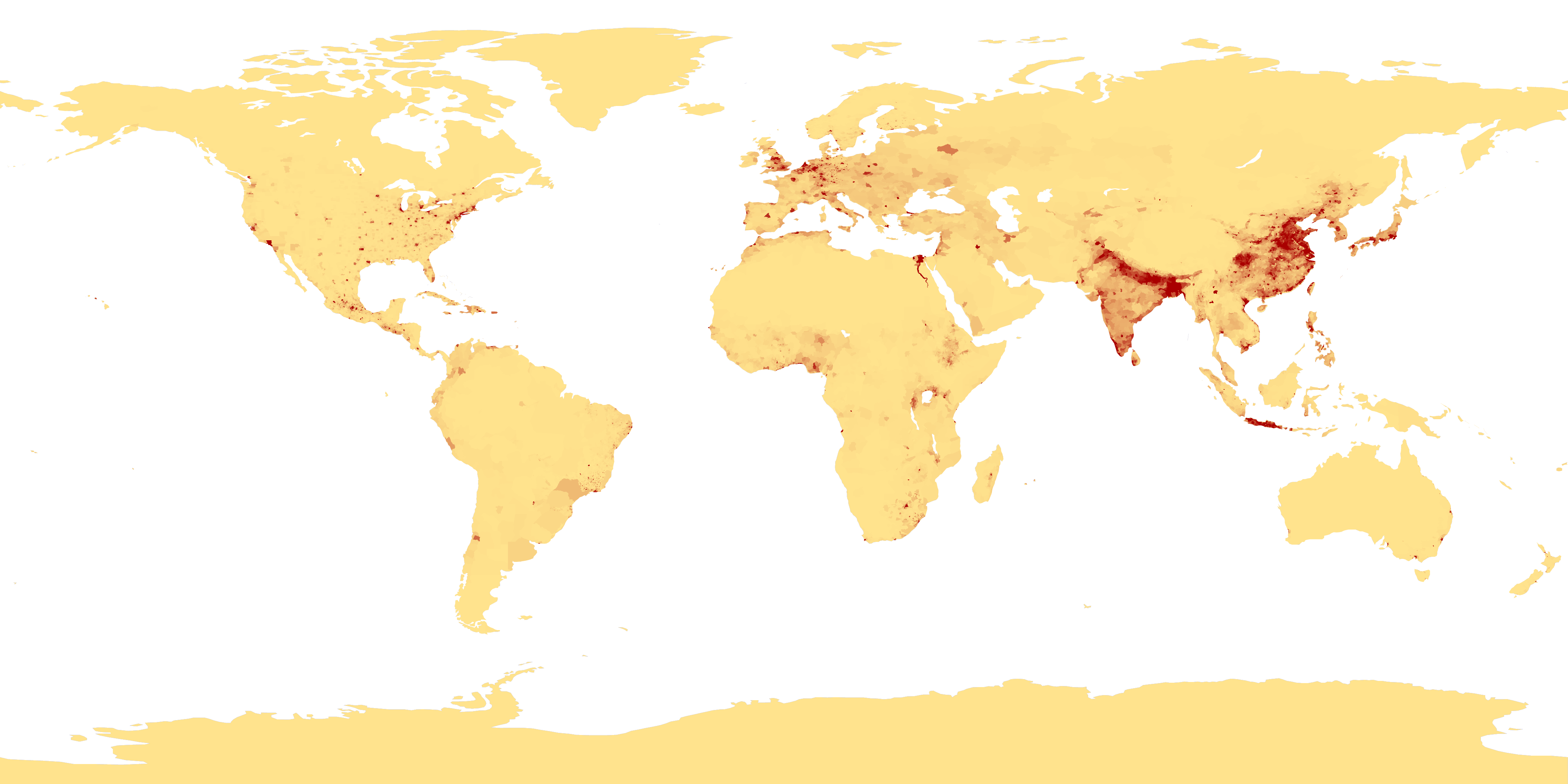
المناطق ذات الكثافة السكانية العالية، إحصائيات عام 1994.

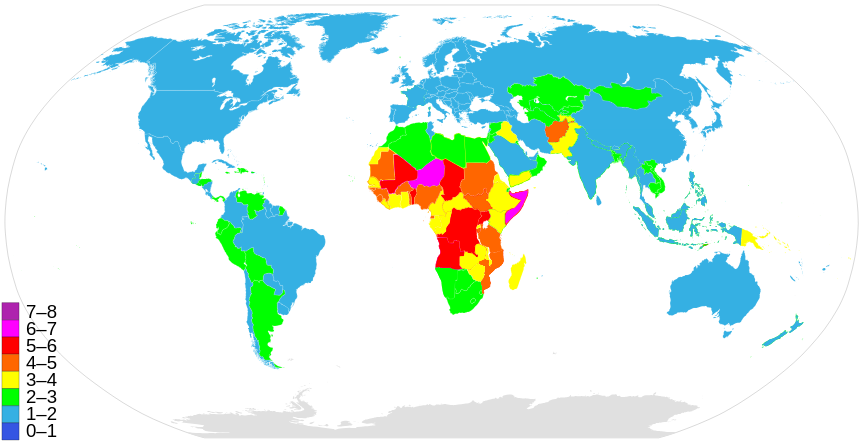
خريطة للدول حسب معدل الخصوبة (انظرقائمة الدول حسب معدل الخصوبة.)

نمو سكان العالم بين سنة 10000 قبل الميلاد وبين سنة 2000 بعد الميلاد

الانفجار السكاني أو التضخم السكاني (بالإنجليزية: Human overpopulation)‏ هو اختلال التوازن بين أعداد السكان مقارنة بكميات الموارد المُتاحة في منطقة ما مثل (توافر الغذاء والماء والهواء وما إلى ذلك). ومن الناحية العلمية، يُطلق مصطلح التضخم عندما تتجاوز البصمة البيئية لسكان منطقة جغرافية معينة القدرة الاستيعابية لتلك المنطقة، ما يُلحق الضرر بالبيئة بشكل أسرع مما يمكن استيعابه، ليصل نهايةً إلى ما يُعرف بالانهيار البيئي والمجتمعي. ويمكن أن ينطبق مفهوم التضخم السكاني على سكان منطقة معينة أو على سكان العالم ككل.
يمكن أن ينجم الانفجار السكاني عن زيادة عدد الولادات وانخفاض معدلات الوفيات وزيادة نسبة الهجرة أو عن وجود موطن بيئي غير مُستدام أو عن استنزاف الموارد. من الممكن أن تكون المناطق ذات الكثافة السكانية المنخفضة للغاية مكتظة بالسكان في حال امتلكت المنطقة إمكانيات ضئيلة أو حتى معدومة تمكّنها من الحفاظ على الحياة داخلها (مثل الصحراء).
ينوّه مؤيدي مفهوم الاعتدال السكاني على قضايا هامة مثل تجاوز القدرة الاستيعابية للأرض والاحتباس الحراري والانهيار البيئي الوشيك والعوامل المؤثرة على جودة الحياة والخطر من حدوث مجاعة جماعية أو حتى الانقراض، والتي تُعدّ أساسات للحض على انخفاض عدد السكان أو ما يُعرف بالافتقار السكاني.
يوجد تعريف آخر أكثر إثارة للجدل لظاهرة الانفجار السكاني، وهو ما يؤيده بول إيرليتش، وهو الوضع عندما يستهلك السكان الموارد غير المتجددة ما يؤدي إلى استنزاف تلك الموارد. وبموجب هذا التعريف، يمكن أن تؤدي التغيرات في أنماط الحياة إلى عدم حدوث انفجار سكاني في المناطق المكتظة بالسكان دون أي انخفاض في عدد السكان أو العكس.
يقترح العلماء أن التأثير البشري الإجمالي على البيئة، بسبب هذه الظاهرة إلى جانب الاستهلاك المفرط والتلوث وانتشار التكنولوجيا، قد دفع الكوكب إلى فترة أو حقبة جيولوجية جديدة تُعرف باسم الأنثروبوسين.
وقد تزايد عدد السكان بشكل مستمر منذ انتهاء جائحة الموت الأسود، وذلك تقريبا منذ عام 1350، وتضاعفت هذه الزيادة مرة أخرى في خمسينات القرن العشرين، ويرجع ذلك في الأساس إلى التقدم الطبي وزيادة الإنتاجية الزراعية. ورغم تباطؤ معدل النمو السكاني في ثمانينيات القرن، إلا أن العدد الإجمالي استمر في الزيادة. وأعربت الأمم المتحدة عن مخاوفها إزاء استمرار النمو السكاني في أفريقيا جنوب الصحراء الكبرى، وأظهرت الأبحاث الحديثة أن هذه المخاوف بالفعل مُبررة. فاعتبارًا من 21 نوفمبر لعام2017، قُدر عدد سكان العالم بـنحو 7.583 مليون من قبل مكتب تعداد الولايات المتحدة،. ومن المتوقع أن يصل عدد السكان بين عامي 2040 و 2050 إلى ما بين 8 و 10.5 مليار نسمة.
وصدر في بيان الفريق المشترك بين الأكديميات المعني بالقضايا الدولية بشأن النمو السكاني، حوالي عام 1994، أن العديد من المشاكل البيئية مثل ارتفاع مستويات ثاني أكسيد الكربون في الغلاف الجوي والاحتباس الحراري والتلوث تتفاقم بسبب التوسع السكاني. وهناك أيضَا العديد من المشكلات الأخرى مرتبطة أيضَا بالاكتظاظ السكاني مثل زيادة الطلب على الموارد مثل المياه العذبة والغذاء والمجاعة واستهلاك الموارد الطبيعية (مثل الوقود الأحفوري) بشكل أسرع من معدل التجديد، مما يؤدى إلى تدهور الظروف المعيشية. فالدول ذات المستوى الإقتصادى العالي وكثافة سكانية عالية مثل بريطانيا، تعتمد في الأساس على استيراد المواد الغذائية من الخارج. ومع ذلك، يعتقد الكثيرون أن الهدر والاستهلاك المفرط، خاصة من الدول الغنية، يُشكل ضغطًا على البيئة أكثر من مشكلة الإكتظاظ السكانية.
فمعظم البلدان ليس لديها سياسة مباشرة للحد من معدلات المواليد، لكن تلك المعدلات يُلاحظ انخفاضها بفضل التثقيف في مجال تنظيم الأسرة وتحديد النسل وسهولة تواجد وسائل منع الحمل. فعلى سبيل المثال، فرضت الصين قيودًا قانونية على إنجاب أكثر من طفل. وتم اقتراح العديد من الحلول التقنية كطرق للتخفيف من الاكتظاظ في المستقبل.

## الديناميكيات السكانية الحالية والأسباب الداعية للقلق
حتى 20 فبراير عام 2020، يُقدّر عدد سكان العالم على نحو 7,77 مليار نسمة أو 7,622,106,064 نسمة في إحصائيات 14 مايو 2018، وبحسب مكتب تعداد الولايات المتحدة بلغ العدد 7,472,985,269 لذاك العام ذاته وبحسب إحصائيات الأمم المتحدة بلغ العدد أكثر من 7 مليارات نسمة. وتتراوح معظم التقديرات الإحصائية الحديثة للقدرة الاستيعابية للأرض في ظل الظروف الحالية بين 4 و 9 مليار. وبناء على التقدير المستخدم، ربما يكون الانفجار السكاني قد حدث بالفعل.
ومع ذلك، فإن الزيادة السريعة التي حدثت مؤخرًا في عدد السكان قد شكلت مصدر قلق. إذ من المتوقع أن يتراوح عدد السكان بين 8 و 10.5 مليار نسمة بين عامي 2040 و 2050. في عام 2017، زادت الأمم المتحدة من توقعات متغير المتوسط إلى 9.8 مليار لعام 2050 و11.2 مليار لعام 2100.
كما أشار الأستاذ هانس روسلينج، فإن العامل الحاسم هو أن السكان لا «يتزايدون فقط» بل إن نسبة النمو قد بلغت ذروتها وأن إجمالي السكان ينمو الآن بشكل أبطأ مما كان بكثير. أشارت توقعات الأمم المتحدة لعام 2017 إلى «قرب نهاية عامل الخصوبة العالية» على المستوى العالمي وأيضًا أنه بحلول عام 2030 سيعيش أكثر من سكان العالم في بلدان تقلّ فيها معدلات الخصوبة عن مستوى الإحلال وأن العدد الإجمالي لسكان العالم سيبلغ ما بين 10 - 12 مليار نسمة بحلول عام 2100.
أثارت الزيادة السريعة في عدد السكان على مدى القرون الثلاثة الماضية بعض المخاوف من خطر عدم قدرة الكوكب على تحمّل هذه الأعداد اللاحقة أو حتى عدد السكان الحاليين. ذكر بيان لجنة الأكاديميات حول النمو السكاني في عام 1994 بأن العديد من المشكلات البيئية، مثل ارتفاع نسبة ثاني أكسيد الكربون في الغلاف الجوي والاحتباس الحراري والتلوث، تتفاقم وتتصاعد بسبب ظاهرة التوسع السكاني.
تشمل المشاكل الأخرى المرتبطة بالانفجار السكاني زيادة الطلب على الموارد مثل المياه العذبة والغذاء والمجاعة وسوء التغذية واستنزاف الموارد الطبيعية (مثل الوقود الأحفوري) بشكل أسرع من معدلات تجدّده بالإضافة إلى تدهور الظروف الحياتية. تعتمد الأقاليم الغنية بالموارد إلى جانب كونها مكتظة بالسكان، مثل بريطانيا، على واردات الأغذية من الخارج. إذ كان هذا واضحًا إلى حد كبير خلال الحربين العالميتين، على الرغم من القيام بمبادرات لتحسين جودة الغذاء مثل «حدائق النصر – بالإنجليزية: Dig for victory» و«تقنين الغذاء – بالإنجليزية: Food Rationing» لذا احتاجت بريطانيا إلى القتال لتأمين طرق الاستيراد. ومع ذلك، يعتقد الكثيرون أن النفايات والإفراط في الاستهلاك، وخاصة من قبل الدول الثريّة، يفرضان ضغوطًا أكبر على البيئة من التضخم السكاني بحد ذاته.
ومن المتوقع أن تمثل تسع دول نصف الزيادة السكانية المتوقعة في العالم بين عامي 2017 و2050 مرتبةً وفقًا للحجم المتوقع أن تساهم به في النمو السكاني: الهند، ونيجيريا، وجمهورية الكونغو الديمقراطية، وباكستان، وإثيوبيا، وتنزانيا، والولايات المتحدة، وأوغندا، وإندونيسيا. كان متوسط الخصوبة في العالم 2.5 طفل لكل امرأة، منذ عام 2010 وحتى عام 2015، أي نصف المستوى الذي كان في الفترة 1950-1955 (5 أطفال لكل امرأة). من المتوقع أن تنخفض الخصوبة العالمية إلى 2.2 في الفترة بين 2045 و2050، وإلى 2.0 في الفترة 2095-2100.

## أسباب حدوث زيادة في الكثافة السكانية
زيادة في اعداد المواليد، قلة أعداد الوفيات نتيجة تحسن الخدمة الطبية، زيادة في اعداد المهاجرين الي منطقة معينة تؤدي الي زيادة الكثافة السكانية في هذه المنطقة، أو نقص كمية الموارد. تتخد الآن عده اجراءات في محاولة للحد من أو ايقاف اخطار الانفجار السكاني. فعلي المستوي الدولي ومنذ عام1974 وكل عشرة سنوات تعقد الأمم المتحدة مؤتمر لكثافة العالم السكانية حيث يتم مناقشة أسباب المشكلة ونتائجها.وعلي المستوي الإقليمي قامت بعض الدول بوضع بعض الأسس لفرض الضرائب كنوع من محاولة تقييد اعداد السكان.
السكانيّة يترتب على الزيادة السكانية مجموعة من الآثار السلبية التي يتأثّر بها الآتي:
¤ التنمية المجتمعيّة إنّ التأثيرات السلبية التي يسببها التزايد الكبير في عدد السكان على المستويات الاقتصادية والاجتماعية والثقافية تقف عائقاً في تنمية المجتمع وازدهاره وذلك بسبب تأثيرها على إمكانية زيادة دخل الفرد الذي يقلل من نسب الادخار المرغوب به لغرض الاستثمار، كما يؤدي ذلك إلى زيادة كبيرة في نفقات تقديم الخدمات الأساسية للأفراد في قطاعات الصحة والتعليم والمواصلات وغيرها وهو الأمر الذي يعدّ استنزافاً لموارد الدولة وحائلاً بينها وبين التقدّم المجتمعي، بالإضافة إلى ما يسببه هذا التضخم من نقص في فرص العمل والبطالة المسببة للعديد من الآفات.
¤ المشكلات الاجتماعية يؤثر التضخم السكاني الكبير على استقرار المجتمع عمومًا، حيث تتناسب المشكلات الاجتماعية التي تظهر في مجتمع ما مع عدد السكان فيه طردياً، فيُرى في المجتمعات الكبيرة العديد من الجرائم والجُنح ومشكلات السكن والتفكك الأسري وغيرها، فيما يُنظر للأفراد هذه المجتمعات على أنّهم أعداد فقط مما يقلل من فرصهم في تحقيق عدالة اجتماعية تضمن لهم الاستقرار والأمان النفسي كما يجب.
¤ تلوّث البيئة يرتبط التلوّث البيئي الذي يشهده العالم اليوم بشكل أساسي بازدياد عدد سكان البلدان، فمظاهر ازدحام المدن وتعقد الحياة الصناعية بمظاهرها المختلفة المتمثّلة بالتصنيع وتصريف العوادم وانبعاث الغازات الضارة في الجو، بالإضافة إلى ما تسببه الحياة الاجتماعية بتنقلاتها واستخدام وسائل النقل المتعددة تتسبب بخطر بيئي كبير على البشريّة يدعو العالم باستمرار للالتفات وإيجاد حلول بيئية مناسبة تمنع أو تحدّ من هذه التأثيرات. الأمن الغذائي والموارد الأخرى يُعرّف الأمن الغذائي بأنّه توفّر الغذاء الكافي والمتوازن للفرد في كل الأوقات، مما يعني ارتباطه بالإمدادات الغذائية المختلفة بشكل رئيسي، فيما حددت منظمة الأمم المتتحدة للأغذية والزراعة ركائز أربعة أساسية يقوم عليها الأمن الغذائي وهي: التوافر، والقدرة على الحصول على الغذاء، والاستخدام، والاستقرار، وهي الأمور التي تتأثر بشكل أساسي وعكسي بعدد السكان وإمكانية تحقق هذه الركائز في حالات التضخم السكاني لا سيما في حالات الحروب والنزعات والطوارئ، حيث تعتبر هذه ظروفاً تزيد من أعداد مَن يعانون من الجوع المزمن وسوء التغذية وما يتعلّق بذلك من أمراض، يُضاف إلى ذلك نقص الموارد الأخرى مثل الماء والدواء وغيرها من الضروريات التي تتأثر بهذه الزيادة بشكل مشابه لما سبق.
أسباب الزيادة السكانيّة
تحسّن وتطوّر الرعاية الصحيّة وذلك في ظل التطور العلمي والتكنولوجي الذي ظهر في القرن العشرين، حيث أدّى إلى التوسّع في مجال علاج ومكافحة الأمراض الخطيرة والمزمنة، وما رافق ذلك من أجهزة طبية ومخبرية للكشف المبكر عن تلك الأمراض، ممّا قلّل من معدّلات الوفيات إلى أقصى حد، وبالتالي زاد من عدد السكان.
التطوّر الكبير في جانب العناية بالصحّة الإنجابية للمرأة، حيث ظهرت المراكز المتخصصة في متابعة حالات النساء الحوامل ورعايتهم وتطوّر عمليّات الولادة، ممّا شجّع من زيادة عدد الولادات.
الزيادة الكبيرة في معدل الهجرات من مناطق إلى أخرى، بسبب الحروب الدامية التي شهدها العالم بعد ما يسمّى بظاهرة العولمة التي رافقها التنافس الشديد والدموي سواء على الصعيد الاقتصادي أو السياسي بين دول العالم.
الزيادة في إنتاج الطعام والمحاصيل وتوزيعها على مستوى العالم، بسبب تطور التطبيقات الزراعية والتقنيات التكنولوجية المستخدمة في هذا القطاع؛ مما عمل على تقليل أعداد من يقضون بسبب المجاعات وسوء التغذية والأمراض المترتبة على ذلك.
الزواج المبكر الذي لا زال من العادات الاجتماعية السائدة في بعض المناطق، وهو الأمر الذي يترتب عليه زيادة عدد المواليد والتسبب في هذه الظاهرة.

## الأخطار والعوامل المؤثرة
تظهر العديد من المشكلات والقضايا المرتبطة بالانفجار السكاني في فيلم الخيال العلمي «سويلينت غرين – بالانجليزية: Soylent Green» الذي يصف معاناة كوكب الأرض المكتظ بالسكان من نقص الغذاء وقلة الموارد والفقر في السلسة الوثائقية «آفترماث: بوبيوليشن أوفرلود».
وصف صانع الوثائقيات ديفيد أتينبارا نسبة السكان على الكوكب بأنها مُضاعَفة بالنسبة لجميع المشاكل البيئية الأخرى. في عام 2013، وصف أيضًا البشرية بأنها «طاعون على الأرض» يجب السيطرة عليه عن طريق الحدّ من النمو السكاني.
يرى معظم علماء الأحياء وعلماء الاجتماع أن الزيادة السكانية تشكل مصدر تهديد خطير على نوعية حياة البشر. ويرى بعض علماء البيئة المتقدمة، مثل المفكر الراديكالي والمُجادل بنتي لينكولا بأن الزيادة السكانية في البشر تشكل تهديدًا للمحيط الحيوي بأكمله.

تتضاعف آثار الزيادة السكانية عن طريق الاستهلاك المفرط. يقول بول إرليخ:
تعمل الدول الغربية الثرية في الوقت الحالي على تقسيم موارد كوكب الأرض وتدمير أنظمته البيئية بمعدلات غير مسبوقة. نحن نريد بناء طرق سريعة عبر نظام سيرينغيتي من أجل الحصول على المزيد من المعادن النادرة لهواتفنا المحمولة. فنحن نصطاد كل الأسماك من البحر وندمر الشعاب المرجانية ونضع ثاني أكسيد الكربون في الغلاف الجوي. وبذلك فقد حرّضنا عوامل كثيرة لحدوث انقراض عظيم ... إن تعداد سكان العالم الذي يبلغ نحو مليار نسمة من شأنه أن يخلف تأثير سلبي على الحياة بشكل إجمالي. إذ يمكن دعم ذلك لعدة آلاف من السنين، كما يمكن العمل على إدامة المزيد من الأرواح البشرية على المدى الطويل بالمقارنة مع نمونا الحالي غير الخاضع لأي سيطرة واحتمال انهياره المفاجئ ... وفي حال استُهلكت الموارد بالكامل على مستوى الولايات المتحدة ــ وهو ما يطمح له العالم ككل ــ فسوف نحتاج إلى أربعة أو خمسة كواكب أخرى. بالتالي، إننا ندمر أنظمة دعم الحياة على كوكبنا هذا.
يجادل بعض الاقتصاديين، مثل توماس سويل ووالتر وليامز، بأن مشاكل دول العالم الثالث مثل الفقر والمجاعة عائدة جزئيًا إلى سوء الحكومات والسياسات الاقتصادية في تلك الدول.
ترد في الأقسام أدناه بعض المشاكل المرتبطة أو الناتجة عن التضخم السكاني والاستهلاك المفرط.
الزيادة السكانية الحيوانية
في البرية، يؤدي الاكتظاظ السكاني إلى نمو أعداد الحيوانات المفترسة. هذا له تأثير في السيطرة على مجموعة الفرائس وضمان تطورها لصالح الخصائص الجينية التي تجعلها أقل عرضة للافتراس (وقد يتطور المفترس بشكل متجاوب).
في غياب الحيوانات المفترسة، ترتبط الأنواع بالموارد التي يمكن أن تجدها في بيئتها، لكن هذا لا يتحكم بالضرورة في الزيادة السكانية، على الأقل في المدى القصير. يمكن أن يؤدي وفرة الموارد إلى حدوث ازدهار سكاني يتبعه انهيار سكاني. القوارض مثل فئران الحقل لديها مثل هذه الدورات من النمو السكاني السريع وانخفاض يتلوه.
غالبًا ما تسبب إدخال نوع غريب في حدوث اضطرابات بيئية، كما حدث عند إدخال الغزلان وسمك السلمون في الأرجنتين وكذلك عندما تم إدخال الأرانب إلى أستراليا، وفي الواقع عندما تم إدخال الحيوانات المفترسة مثل القطط في محاولة للسيطرة على الأرانب.
الزيادة السكانية البشرية
يحدث الاكتظاظ السكاني البشري عندما تتجاوزالبصمة البيئية للسكان البشريين في موقع جغرافي معين القدرة الاستيعابية للمكان الذي تشغله تلك  المجموعة. يمكن زيادة النظر إلى الزيادة السكانية، من منظور طويل الأجل، على أنها موجودة عندما لا يمكن الحفاظ على السكان بالنظر إلى النضوب السريع للموارد غير المتجددة أو في ضوء تدهور قدرة البيئة على تقديم الدعم للسكان.
يشير مصطلح الزيادة السكانية البشرية أيضًا إلى العلاقة بين جميع البشر وبيئتهم: الأرض، أو إلى  مناطق جغرافية أصغر مثل البلدان. يمكن أن ينتج الاكتظاظ السكاني عن الزيادة في عدد المواليد، أو انخفاض معدلات الوفيات على خلفية معدلات الخصوبة المرتفعة،  وزيادة في الهجرة، أو منمنطقة بيولوجية غير مستدامة واستنفاد الموارد.  يمكن تكثيف المناطق ذات الكثافة السكانية المنخفضة إذا كانت المنطقة تتمتع بقدرة ضئيلة أو غير موجودة للحفاظ على الحياة (مثل الصحراء). يستشهد دعاة الاعتدال السكاني بقضايا مثل نوعية الحياة، والقدرة الاستيعابية وخطر المجاعة كأساس  للدفاع ضد النمو السكاني البشري المرتفع المستمر وتراجع السكان. يقترح العلماء أن التأثير البشري على البيئة نتيجة الاكتظاظ السكاني والاستهلاكالمفرط وانتشار التكنولوجيا دفع الكوكب إلى عصر جيولوجي جديد يعرف باسم الأنثروبوسين.

### التلوث
يزيد النمو السكاني من مستويات تلوث الهواء والمياه والتربة والتلوث الضوضائي.
ويُسبب أيضًا تلوث الهواء عند حدوث تغيرات في تكوين الغلاف الجوي وما يترتب على ذلك من احتباس حراري وتحمّض المحيطات.

### ندرة المياه
قد يكون خطر ندرة المياه، الذي يدعم إلى حد كبير واردات الحبوب الثقيلة في العديد من البلدان الصغيرة، يمتلك التأثير ذاته في البلدان الأكبر حجمًا مثل الصين أو الهند، في حال عدم استخدام تقنيات التكنولوجيا. تهبط مستويات المياه في عشرات البلدان (بما في ذلك شمال الصين والولايات المتحدة والهند) بسبب انتشار السحب الزائد على نطاق واسع بما يتجاوز المحاصيل المستدامة. تشمل البلدان الأخرى المتأثرة بذلك باكستان وإيران والمكسيك. تؤدي عملية السحب الزائد بالفعل إلى ندرة المياه وانخفاض نسبة الحصاد. وحتى مع الضخ المُفرط لطبقات المياه الجوفية، فقد نجحت الصين في السيطرة على مشكلة عجز الحبوب فيها. وقد ساهم هذا التأثير في دفع أسعار الحبوب إلى الأعلى. ومن المتوقع إضافة أكثر من 3 مليارات شخص في جميع أنحاء العالم بحلول منتصف القرن هذا، ممن سيولدون في بلدان تشهد بالفعل ظاهرة ندرة المياه. وتعتبر تحلية المياه أيضًا حلًا فعالًا بالنسبة لمشكلة ندرة المياه.
قد يؤدي التضخم السكاني إلى جانب ندرة المياه إلى إحداث توترات على الصعيد الإقليمي، بما في ذلك الحروب.

## أفريقيا

### تزايد السكان في إفريقيا
شهد سكان أفريقيا في النصف الثاني من القرن 20 زيادة ديمغرافية سريعة، تصل 3% الأمر الذي سيجعل من القارة بعد 30 سنة، القارة الأكثر سكانا بعد قارة آسيا، فنصف سكانها تقل أعماره عن 20 سنة. وهذه الزيادة السكانية تفوق الإنتاج الغذائي في الوقت الحاضر. تشهد القارة بالإضافة إلى مشاكل التخلف والفقر، صراعات ونزاعات عرقية وحروب أهلية.

### انعكاسات الانفجار الديمغرافي
لقد أدّى الانفجار السكّاني الحالي في إفريقيا إلى خطر، يجعل القارة عُرضة لنقص في التصنيع واتساع رقعة المجاعات.
حسب المنظمة العالمية للزراعة، فإن الإنتاج الزراعي تقلّص ب 10% بين سنة 1970 و 1980، بل بلغ 20% في بعض الدول. وارتفاع عدد الفقراء من 27 مليون في السبعينات إلى 98 مليون سنة 1990، ليصل 127 مليونا في سنة 2000. أما في سنة 2020 فسوف تعيل إفريقيا 50% من سكانها بإمكانياتها الخاصة. ويقل الدخل الفردي في بعض البلدان ليصل إلى 500 دولار سنويا.

### النزوح الريفي
يمس النزوح الريفي فئات الشباب بشكل متزايد في بلدان إفريقيا، إضافة إلى الهجرة الخارجية إلى البلدان المصنعة، بحثا عن العمل. وينتج عن ذلك العديد من المشاكل.

## آسيا

### نمو السكان في قارة آسيا
عرف تطور السكان في آسيا زيادة مستمرة من 1.3 مليار نسمة سنة 1950 إلى 3.450 مليارنسمة سنة 1996، أي نسبة 60 % من سكان العالم. وهذا ما يعرف بالانفجار الديمغرافي (السكاني).

### أسباب الانفجار السكاني
الانفجار الديمغرافي هو تضاعف عدد السكان في فترة قصيرة، وتعود أسبابه في قارة آسيا لـ:
- الزواج المبكر.
- كثرة الولادات وقلة الوفيات.
- تحسن المستوى المعيشي والصحي.
- عدم تنظيم الولادات.
- الاستقرار السياسي.

### نتائج الانفجار السكاني
- ارتفاع الكثافة السكانية.
- توسع واكتظاظ المدن.
- النزوح الريفي وانتشار الأحياء العشوائية.
- اختلال التوازن بين الإنتاج والاستهلاك.

### توزيع السكان في آسيا
تتشكل غالبية السكان في آسيا من الجنس الأصفر والجنس الهندي في شرقها وجنوبها، بالإضافة إلى الجنس السامي (العرب) في غربها. يتركز السكان في آسيا الشرقية (الصين: 1.5 مليار نسمة) وآسيا الجنوبية (الهند: 1.4 مليار نسمة) حيث تعتبر المنطقتان أول مركز للتجمع السكاني في العالم بكثافة تصل 200 ن/كلم2 وفيها مدن عملاقة تتجاوز 5 ملايين نسمة (طوكيو، يوكوهاما)

#### العوامل المتحكمة في توزيعهم
- العامل الطبيعي: يتركز نصف القارة في المناطق ذات المناخ الموسمي (الهند، الصين) بالإضافة إلى المناطق السهلية وبالقرب من الأنهار.
- العامل الاقتصادي: يتركز السكان في المناطق الصناعية والقريبة من الموانئ.
- العامل التاريخي: قارة آسيا هي مهد الحضارات والديانات.

## نتائج الانفجار الديمغرافي
- عجز في الموارد الغذائية والخدمات الصحية.
- عجز في فرص العمل (ازدياد نسبة البطالة والعاطلين)
- عجز في الدخل السنوي.
- عجز في الخدمات العامة (وسائل المواصلات بكل أنواعها-الصرف الصحي-التعليم-...).
- عبء الإعانة  .
- الضغط على الأراضي الزراعية.
- الهجرة الداخلية وتضخّم المدن.

حلول مشكلة الزيادة السكانيّة
لا بدّ من اتّخاذ العديد من الإجراءات للحدّ من الأضرار والآثار الخطيرة الناجمة عن الزيادة الكبيرة جداً في عدد السكان إن لم يكن بالإمكان حل هذه المشكلة مع ما يشهده العالم من تطورات، وتتمثّل هذه الإجراءات بشكل أساسي في:
نشر الوعي حول أهمية تنظيم الإنجاب وعدد أفراد الأسرة وخاصة بين فئات النساء غير المتعلمات أو ذوات المستوى الثقافي المتدني في دول العالم الثالث أو المجتمعات النامية. تعزيز دور برامج التنمية المستدامة التي تستهدف النهوض بكافة القطاعات الصحيّة، والاقتصاديّة، والاجتماعيّة، والخدماتيّة، والقانونيّة وغيرها بصورة تضمن استيعاب هذه الزيادة إلى أقصى درجة ممكنة، ومحاولة إيجاد فرص عمل والحد من البطالة من خلال تشجيع الاستثمار وفتح الباب أمام الريادة تجنباً للمشاكل الاجتماعية التي ترافق التضخّم السكاني والتي تنتج بشكل أساسي عن أوقات الفراغ وعدم وجود هدف للشباب والفقر. تحقيق التنمية البشرية التي تعني تحسين القدرات البشرية للحد من خطورة هذه الظاهرة والتعامل معها بحكمة، ويكون ذلك من خلال تطوير المعرفة التي يمتلكها الأفراد وتحسين مهاراتهم وقدراتهم التي تصب في تحسين المجال الإنتاجي. تسخير الدول للموارد المتوافرة بشكل حكيم يضمن الاستفادة القصوى منها، حيث يتم استغلال الأراضي الفارغة بعد إصلاحها بالزراعة والإنتاج مثلاً، فيما يتم تحلية المياه المالحة لمعالجة مشكلة شح المياه وغيرها من الأمور والخطط التنموية الفاعلة لمجاراة هذه الزيادة.

### توقعات النمو السكاني في العالم
توقعات النمو السكاني للقارات في عام 2050:
- أفريقيا 1.8 مليار.
- آسيا 5.3 مليار.
- أوروبا 628 مليون.
- أمريكا اللاتينية ومنطقة البحر الكاريبي 809 مليون.
- أمريكا الشمالية 392 مليون.

وفقًا للتوقعات، فإن عدد سكان العالم سيستمر في النمو حتى عام 2050 على الأقل، حتى يصل إلى 9 مليارات في عام 2040، وتشير بعض التوقعات إلى أن عدد السكان سيبلغ 11 مليارًا في عام 2050. وبحلول عام 2100، يمكن أن يصل عدد السكان إلى 15 مليار. وفي عام 2000، قدرت الأمم المتحدة معدل نمو عدد سكان العالم بمقدار 1.14 ٪ (أو حوالي 75 مليون شخص) سنويًا، ووفقًا لبيانات كتاب حقائق العالم لوكالة المخابرات المركزية، فإن عدد سكان العالم يتزايد حاليًا بمقدار 145 شخصًا كل دقيقة.
ووفقًا لتقرير الأمم المتحدة حول التوقعات السكانية في العالم:
- فإن عدد السكان حاليًا يتزايد بنسبة 74 مليون شخص سنويًا. وتقدر التوقعات الحالية للأمم المتحدة أن عدد سكان العالم سيصل إلى 9 مليارات عام 2050 تقريبًا.
- معظم النمو السكانى سيكون في بلاد العالم الثالث، وعلى النقيض من ذلك، سيظل عدد سكان المناطق الأكثر تقدمًا دون تغيير تقريبًا، لكن الاستثناء الوحيد هو عدد سكان الولايات المتحدة، والذي من المتوقع أن يزداد بنسبة 44٪ بين عامي 2008 و 2050.[51]
- خلال الفترة من 2005إلى 2050، من المتوقع أن تمثل تسعة بلدان نصف الزيادة السكانية العالمية المتوقعة: الهند وباكستان ونيجيريا وجمهورية الكونغو الديمقراطية وبنغلاديش وأوغندا والولايات المتحدة وإثيوبيا والصين.

### حلول مقترحة للتخفيف
الحلول المختلفة وتدابير التخفيف لديها القدرة على تقليل الاكتظاظ السكانى. فبعض الحلول يجب أن تُطبق على مستوى العالم (على سبيل المثال، من خلال قرارات الأمم المتحدة)، بينما البعض الآخر يجب تطبيقه على مستوى الدولة، والبعض الآخر على مستوى الأسرة أو الفرد. وتهدف بعض إجراءات التخفيف المقترحة إلى المساعدة في تطبيق معايير اجتماعية وثقافية وسلوكية وسياسية جديدة لتحل محل المعايير الحالية أو تعديلها كثيرًا.
فعلى سبيل المثال، في مجتمعات مثل الصين، وضعت الحكومة سياسات عامة تُنظم عدد الأطفال المسموح به للزوجين. وقامت مجتمعات أخرى بتنفيذ استراتيجيات التسويق الإجتماعي لتثقيف الجمهور حول آثار الإكتظاظ السكانى. «ولكى يتم ذلك على نطاق واسع وبتكلفة منخفضة، فمن الضرورى إنتاج وتوزيع مجموعة متنوعة من المواد المطبوعة (مثل: الكتيبات والملصقات) في جميع مناطق التجمعات، مثل أماكن العبادة المحلية وفي أوقات الفعاليات الرياضية وفي المطاعم المحلية، وفي الأسواق والمدارس ومواقف السيارات (الأجرة / محطات الحافلات)».
وقد نبه العديد من العلماء والتقنيون إلى أن العلم والتكنولوجيا، كما يُمارسان حاليًا، لا يمكنهما حل المشكلات الخطيرة التي تواجه المجتمع البشري العالمي، وأن التغيير الثقافي والإجتماعي والسياسي ضروري لإعادة توجيه العلوم والتكنولوجيا بطريقة أكثر مسؤولية من الناحية الاجتماعية والبيئية.

#### التعليم والتمكين
أحد الخيارات يركز على التوعية حول الإكتظاظ السكانى وتنظيم الأسرة ووسائل منع الحمل، وتوفير وسائل منع الحمل مثل الواقي الذكري والأنثوي وحبوب منع الحمل والأجهزة داخل الرحم بسهولة. ففي جميع أنحاء العالم، تصل نسبة حالات الحمل الغير مقصودة إلى 40٪،(أي حوالي 80 مليون حالة حمل غير مرغوب فيها سنويًا). وتُشير التقديرات إلى أن 350 مليون امرأة في دول العالم شديدة الفقر لا يرغبن في طفلهن الأخير، أو لا يرغبن في طفل آخر، أو يرغبن في المباعدة بين فترات الحمل، ولكنهن يفتقرن إلى الوصول إلى المعلومات والوسائل والخدمات بأسعار مقبولة لتحديد عدد الأطفال والمباعدة بين فترات الحمل. ففي الولايات المتحدة عام2001، ما يقرب من نصف حالات الحمل الإجمالية حدثت بشكل غير مقصود. وفي بلدان العالم النامي، تموت حوالي 514000 امرأة سنويًا بسبب المضاعفات الناتجة عن الحمل والإجهاض، 86٪ من هذه الوفيات تحدث في أفريقيا جنوب الصحراء ومنطقة جنوب آسيا. علاوة على ذلك، يموت 8 ملايين طفل، الكثير منهم بسبب سوء التغذية أو أمراض التي يمكن الوقاية منها، وبشكل خاص يكون بسبب عدم الحصول على المياه الصالحة للشرب.
وتعتبر حقوق المرأة عمومًا وحقوقها الإنجابية على وجه الخصوص من القضايا التي تعد ذات أهمية حيوية في جميع المداولات.
وقد أعلنت مصر عن برنامج يعمل على الحد من الإكتظاظ السكاني من خلال التوعية في مجال تنظيم الأسرة وضم النساء إلى القوى العاملة. وتم الإعلان عنه في يونيو 2008 من قبل وزير الصحة والسكان، وخصصت الحكومة 480 مليون جنية مصري (أي ما يقرب من 90 مليون دولار) لهذا البرنامج.

## وصلات خارجية
- أندريه كاراطائف:مقدمة المكروديناميكا الاجتماعية. الدورات المئوية والتيارات الالفية في أفريقيا . ISBN 5-484-00560-4